# ATE X
Die ATE X waren Lokalbahn-Tenderlokomotiven der k.k. priv. Aussig-Teplitzer Eisenbahn ATE.
Die beiden Lokomotiven wurden 1899 von der Wiener Neustädter Lokomotivfabrik für die Lokalbahn Böhmisch Leipa–Niemes gefertigt, welche am 29. Dezember 1898 durch Kauf von den kkStB an die ATE übergegangen war.
Die ATE gab ihnen die Bahnnummern 6 bzw. 7 und die Namen NIEMES und REICHSTADT.
Die REICHSTADT wurde 1924 ausgemustert.
Die NIEMES gelangte 1924 noch in den Bestand der Tschechoslowakischen Staatsbahnen ČSD.
Im Nummernschema der ČSD hatte sie die Nummer 200.101.
Sie wurde 1928 ausgemustert.